# آنا ایسرائلیان
آنا ایسرائلیان (ارمنی: Աննա Իսրայելյան؛  ۴ نوامبر ۱۹۶۶) یک روزنامه‌نگار اهل ارمنستان است. وی از سال میلادی تاکنون مشغول فعالیت بوده‌است..

## زندگی‌نامه
وی در ۴ نوامبر ۱۹۶۶ در ایروان به دنیا آمد و از دانشگاه دولتی ایروان فارغ‌التحصیل شد. بین سال‌های ۱۹۹۳ تا ۲۰۱۸ در بخش ارمنی رادیو اروپای آزاد/رادیو آزادی فعالیت می‌کرد. از سال ۲۰۱۱ تا کنون سردبیر بخش آنلاین روزنامه آراووت می‌باشد 